# Бреслау, Луиза Катерина
Луиза Катерина Бреслау (фр. Louise Catherine Breslau, урождённая Мария Луиза Катарина Бреслау; 6 декабря 1856, Мюнхен — 12 мая 1927, Нёйи-сюр-Сен) — швейцарский живописец немецкого происхождения.
Детство провела в Цюрихе, затем поселилась в Париже. Всю жизнь страдала астмой. Рисованием начала заниматься с детства, будучи прикованной к постели. Являясь одной из самых известных художниц-портретистов своего времени, после смерти была практически забыта.

## Биография и творчество

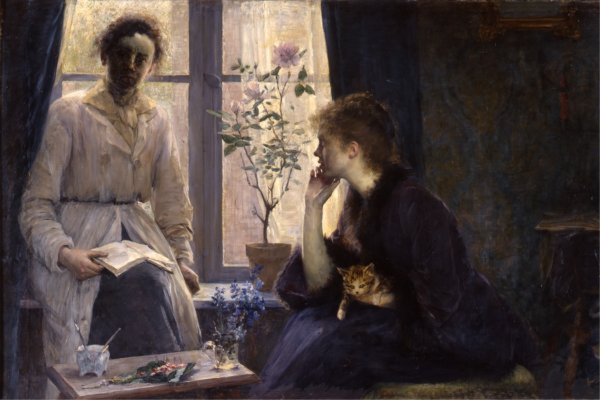
Луиза Бреслау и Мадлен Циллхардт,

Родилась в состоятельной, ассимилированной еврейской семье. Отец, Бернхард Бреслау (1829—1866), был известным гинекологом, с 1858 года профессором и заведующим кафедрой акушерства и гинекологии Цюрихского университета. Дед, Давид Генрих Бреслау (1784—1851), также был известным медиком. В 1866 году профессор Бреслау скоропостижно скончался от стафилококковой инфекции, заразившись при аутопсии. После смерти отца Луизу отправили учиться в женскую школу на Боденском озере — в надежде, что это облегчит её астму. Считается, что именно долгое пребывание в женской школе разбудило её талант. В конце XIX века для молодой девушки из богатой семьи подходящим считалось домашнее образование, включавшее в том числе рисование и игру на пианино. Эти занятия одобрялись как подобающие достойной супруге и матери семейства. Профессиональная карьера была редкостью и зачастую преследовалась. Луиза берёт уроки рисования у швейцарского художника Эдуарда Пфайфера (1836—1899) и к 1874 году приходит к выводу, что должна покинуть Швейцарию, если желает осуществить свою мечту стать настоящей художницей. Одним из немногих мест, где могли обучаться в то время женщины, была Академия Жюлиана в Париже.
В Академии Бреслау привлекает к себе внимание преподавателей и вызывает зависть некоторых однокурсниц, например, Марии Башкирцевой. В 1879 году Луиза оказывается единственной студенткой Академии Жюлиана, допущенной к дебюту на Парижском салоне. Вскоре после этого Бреслау меняет имя на Луизу Катерину, открывает собственное ателье и становится регулярной участницей и медалисткой ежегодного Салона. Успех и благожелательные отзывы критиков обеспечивают ей многочисленные заказы от состоятельных парижан. Впоследствии она становится третьей женщиной и первой иностранкой, удостоенной Ордена Почётного легиона.
Со временем Луиза получает признание таких известных деятелей, как Эдгар Дега и Анатоль Франс (известен её портрет писателя).
Большую роль в жизни Луизы сыграла Мадлен Циллхардт, вместе с которой они прожили около сорока лет. Мадлен, однокурсница Луизы, стала её музой, моделью и многим другим.
В годы Первой мировой войны Бреслау и Циллхардт продолжают жить в своём доме в пригороде Парижа. Несмотря на немецкое происхождение, Бреслау остаётся лояльной Франции, пишет многочисленные портреты французских солдат, направляющихся на фронт. После войны Бреслау отходит от публичной жизни, продолжая писать натюрморты цветов своего сада.
Луиза Бреслау умирает в 1927 году после долгой тяжёлой болезни. Большую часть её состояния по завещанию унаследовала Мадлен Циллхардт.
Луиза Бреслау похоронена рядом со своей матерью в маленьком городке Баден (Швейцария).

## Память
- Именем художницы назван сорт розы «Луиза Катрина Бреслау», выведенный французским селекционером Жозефом Перне-Дюше в 1912 году[5].
- В честь Луизы Бреслау и Мадлен Циллхардт названа площадь Place Louise-Catherine-Breslau-et-Madeleine-Zillhardt в шестом округе Парижа[6].
- Баржа «Луиза-Катрина» в Париже названа в её честь. В 1928 году Мадлен Циллхардт, при поддержке наследницы компании Singer Виннаретты Зингер, покупает корабль и передает его Армии Спасения под приют для бездомных. Архитектор Ле Корбюзье перепроектирует судно в 1929 году, создает в нём три спальни на 160 кроватей, столовые, туалеты с душевыми и помещения для персонала. По замыслу Ле Корбюзье предполагалось, что баржа будет пришвартована перед Лувром зимой в качестве приюта для бездомных, а летом будет использоваться в качестве плавучего детского лагеря. Во время паводка Сены в феврале 2018 года баржа затонула и теперь ожидает подъёма и реставрации[7].

Некоторые работы
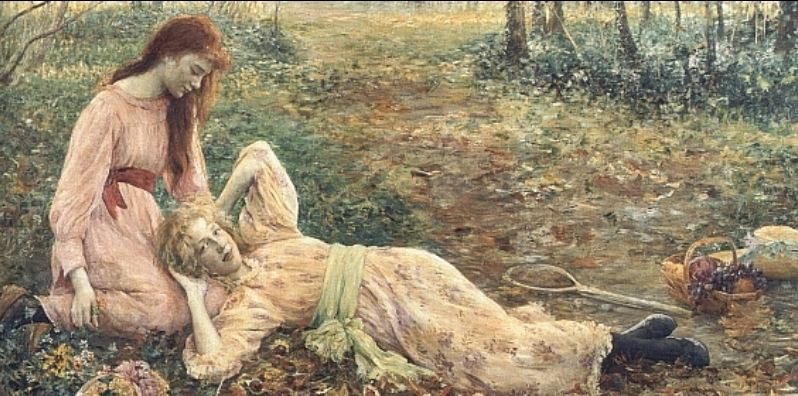
Луиза Бреслау. Подруги, ок. 1892
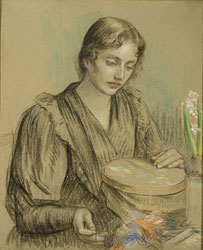
Луиза Бреслау Портрет Мадлен Циллхардт, ок. 1895